# 1895 w filmie
Wydarzenia filmowe w 1895 roku.

## Wydarzenia
- założono przedsiębiorstwo American Mutoscope and Biograph
- 13 lutego – bracia Auguste Lumière i Louis Lumière złożyli patent na kinematograf.
- 22 lutego – Ottomar Anschütz, wynalazca elektrotachyskopu (szybkowidza), odpłatnie zaprezentował w Berlinie 40 historyjek obrazkowych (300 widzów).
- 22 marca – pierwszy pokaz filmu braci Lumière w Paryżu. Pokazano na nim film Wyjście robotników z fabryki Lumière w Lyonie zrealizowany zaledwie 3 dni wcześniej.
- 17 kwietnia – braci Lumière przedstawili kinematograf fachowej publiczności (na forum Towarzystwa dla Wspierania Przemysłu Krajowego) w paryskiej Sorbonie. Druga prezentacja odbyła się 8 listopada.
- 12 czerwca – kongres Towarzystwa Fotograficznego w Lyonie, podczas którego braci Lumière kręcili i natychmiast wywoływali różne krótkie filmy.
- 1 listopada – bracia Max i Emil Skladanowscy przedstawili w berlińskim variete Wintergarten "żywe obrazy" za pomocą bioskopu (2 projektory i 2 kamery).
- 11 listopada – włoski wynalazca Filoteo Alberini opatentował kinetograf.
- 28 grudnia – pierwszy w historii komercyjny pokaz kinowy zorganizowany przez braci Lumière. Odbył się w Paryżu, w hinduskim salonie "Grand Café" (seans filmowy obejmował 9 filmów, z których każdy trwał średnio ok. 60 sekund; cały seans trwał niespełna 20 min). Wpływy z tego dnia wyniosły 33 franki.

## Urodzili się
- 4 marca – Shemp Howard, amerykański aktor (zm. 1955)[1]
- 6 maja – Rudolf Valentino, włoski aktor (zm. 1926)
- 10 czerwca – Hattie McDaniel, amerykańska aktorka (zm. 1952)
- 2 października – Bud Abbott, amerykański aktor, producent i komik (zm. 1974)
- 4 października – Buster Keaton, amerykański aktor komediowy (zm. 1966)
- 21 października – Edna Purviance, amerykańska aktorka (zm. 1958)
- 10 listopada – Mabel Normand, amerykańska aktorka (zm. 1930)